# Landkreis Barnim

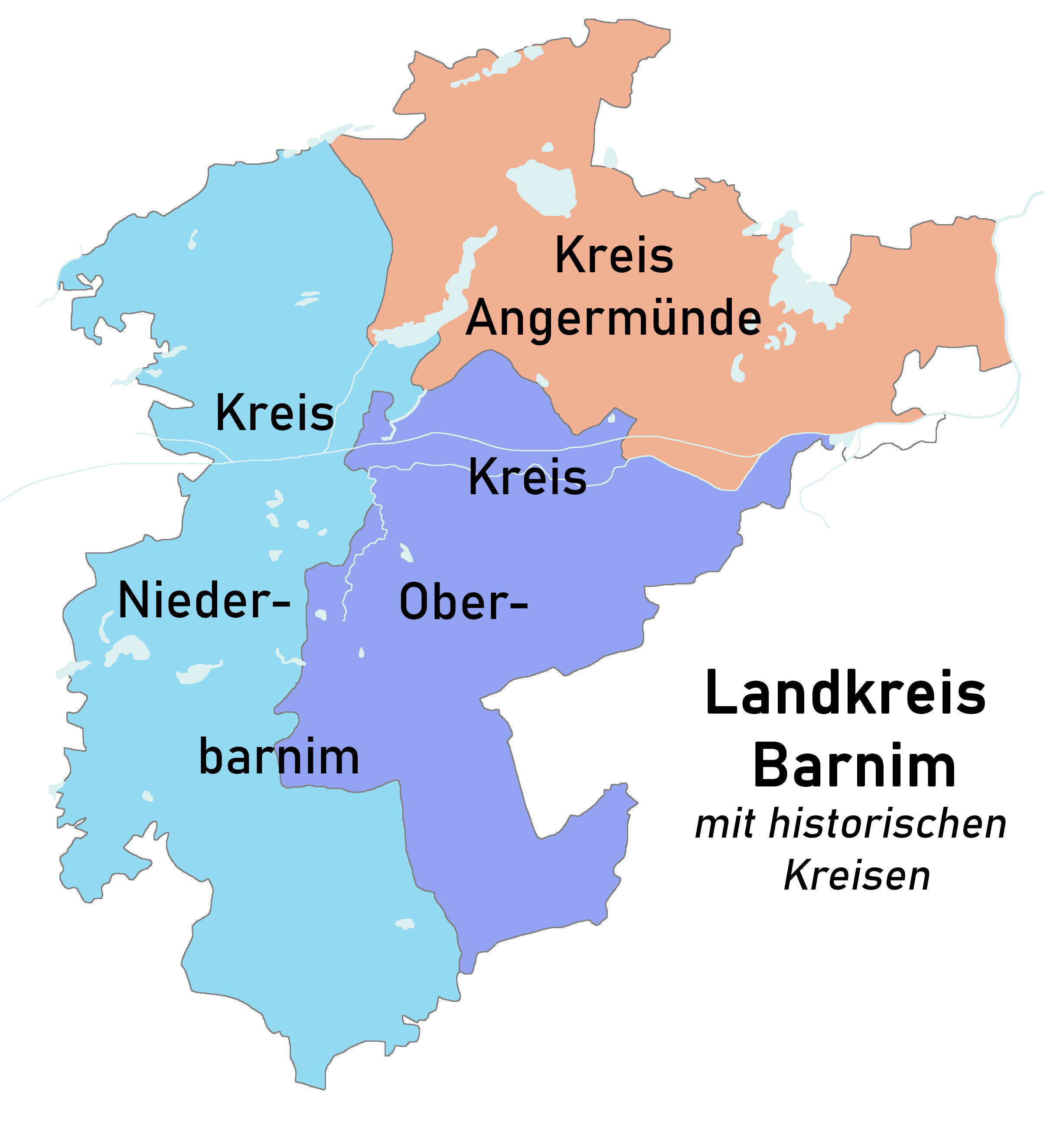
Aufteilung des Kreisgebietes vor 1952

Der Landkreis Barnim (ˈbarnɪm) ist ein Landkreis im Bundesland Brandenburg. Er ist benannt nach dem Höhenzug und ehemaligen Kreis Barnim. Die Kreisstadt ist Eberswalde.

## Geografie
Der Landkreis Barnim grenzt im Norden an den Landkreis Uckermark, im Westen an den Landkreis Oberhavel, im Süden an das Land Berlin und den Landkreis Märkisch-Oderland. Im Osten bildet die deutsche Staatsgrenze zu Polen (Woiwodschaft Westpommern) die Kreisgrenze.
Während der südliche Teil des Kreises auf der Barnimhochfläche liegt, befinden sich die Kreisstadt Eberswalde und ihr Umland im Eberswalder Urstromtal. Der nördliche Teil des Kreises gehört naturräumlich bereits zum Hügelland der Uckermark sowie im Nordwesten zur Waldlandschaft Schorfheide. Im östlichsten Zipfel gehört ein kleiner Teil des Landkreises zum Tal der unteren Oder.
Von der Gesamtfläche sind 46,3 Prozent Wälder und rund fünf Prozent Wasserflächen.

## Gemeinden
(In Klammern: Zahl der Einwohner am 31. Dezember 2024)
Mit jeweils mehr als 40.000 Einwohnern sind beiden bevölkerungsreichsten Städte die Stadt Bernau, gefolgt von der Kreisstadt Eberswalde. Im gesamten Landkreis gibt es 25 Großgemeinden, drei Ämter, drei amtsfreie Städte und vier amtsfreie Gemeinden.
| Amtsfreie Städte 1. Bernau bei Berlin (44.597) 2. Eberswalde (41.481) 3. Werneuchen (9397) Weitere amtsfreie Gemeinden 1. Ahrensfelde (14.423) 2. Panketal (21.153) 3. Schorfheide (10.632) 4. Wandlitz (24.503) |

Ämter und zugehörige Gemeinden

(Sitz der Amtsverwaltung *)
| 1. Biesenthal-Barnim (13.002) 1. Biesenthal, Stadt * (6295) 2. Breydin (807) 3. Marienwerder (1640) 4. Melchow (1114) 5. Rüdnitz (2133) 6. Sydower Fließ (1013) | 2. Britz-Chorin-Oderberg (9677) 1. Britz * (2100) 2. Chorin (2208) 3. Hohenfinow (524) 4. Liepe (626) 5. Lunow-Stolzenhagen (1143) 6. Niederfinow (585) 7. Oderberg, Stadt (1981) 8. Parsteinsee (510) | 3. Joachimsthal (Schorfheide) (5304) 1. Althüttendorf (675) 2. Friedrichswalde (791) 3. Joachimsthal, Stadt * (3402) 4. Ziethen (436) |

## Geschichte
Gebildet wurde der Landkreis durch die brandenburgische Kreisreform am 6. Dezember 1993 aus den ehemaligen Kreisen Eberswalde (ohne die Gemeinde Bölkendorf) und Bernau sowie den Gemeinden Hohensaaten und Tiefensee aus dem ehemaligen Kreis Bad Freienwalde. Die Benennung des Kreises nach dem Barnim greift auch die Namen der bis 1952 bestehenden Vorgängerkreise Landkreis Niederbarnim und Landkreis Oberbarnim auf, mit deren Gebiet der heutige Kreis allerdings nur teilweise übereinstimmt.
Am 1. Januar 2009 wechselte die Gemeinde Hohensaaten als Stadtteil von Bad Freienwalde (Oder) in den Landkreis Märkisch-Oderland.

## Bevölkerungsentwicklung
| Jahr | Einwohner |
| ---- | --------- |
| 1993 | 149.143   |
| 1995 | 151.783   |
| 2000 | 170.288   |
| 2005 | 176.693   |
| 2010 | 176.848   |
| 2015 | 177.411   |

| Jahr | Einwohner |
| ---- | --------- |
| 2020 | 187.343   |
| 2021 | 188.835   |
| 2022 | 191.525   |
| 2023 | 192.776   |
| 2024 | 194.169   |

Gebietsstand und Einwohnerzahl am 31. Dezember des jeweiligen Jahres, ab 2011 auf Basis des Zensus 2011, ab 2022 auf Basis des Zensus 2022

## Religion
Im Jahr 2011 gehörten 12,7 % der Bevölkerung der evangelischen Kirche an. Katholisch waren 2,5 %. 84,8 % der Befragten waren konfessionslos, an eine andere Religionsgemeinschaft gebunden oder machten keine Angabe.

## Politik

### Kreistag
| Wahl des Kreistags Barnim 2024Wahlbeteiligung: 67,9 % (2019: 58,0 %) %3020100 24,6 %17,2 %12,1 %10,9 %10,9 %6,9 %3,0 %2,8 %2,6 %8,8 % AfDCDUBVB/FWSPDLinkeGrüneBauerngFDPPARTEISonst.Gewinne und Verlusteim Vergleich zu 2019 %p 10 8 6 4 2 0 −2 −4 −6+9,6 %p+1,0 %p−1,1 %p−2,4 %p−5,0 %p−4,0 %p+0,2 %p−1,3 %p+0,2 %p+2,8 %pAfDCDUBVB/FWSPDLinkeGrüneBauernFDPPARTEISonst.Anmerkungen:g Bauernverband Barnim | Sitzverteilung im Kreistag Barnim seit 2024Insgesamt 56 Sitze - Linke: 6 - PARTEI: 1 - SPD: 6 - Grüne: 4 - Bauern: 2 - BfB: 1 - BB: 1 - BfraktionB: 1 - AWG: 1 - BVB/FW: 7 - FDP: 2 - CDU: 10 - AfD: 14 |

Paul-Wunderlich-Haus in Eberswalde mit Sitz von Kreistag und Kreisverwaltung Barnim (2015)

Die 56 Sitze im Kreistag verteilen sich seit der Wahl vom 9. Juni 2024 folgendermaßen auf Parteien und Wählergruppen:
| Partei / Wählergruppe                                    | Stimmen 2019 | Stimmen 2024 |  | Sitze 2019 | Sitze 2024 |
| -------------------------------------------------------- | ------------ | ------------ |  | ---------- | ---------- |
| AfD                                                      | 15,0 %       | 24,6 %       |  | 8          | 14         |
| CDU                                                      | 16,2 %       | 17,2 %       |  | 9          | 10         |
| BVB/Freie Wähler                                         | 13,2 %       | 12,1 %       |  | 7          | 7          |
| SPD                                                      | 13,3 %       | 10,9 %       |  | 8          | 6          |
| Die Linke                                                | 15,9 %       | 10,9 %       |  | 9          | 6          |
| Bündnis 90/Die Grünen                                    | 10,9 %       | 6,9 %        |  | 6          | 4          |
| Bauernverband Barnim                                     | 2,8 %        | 3,0 %        |  | 2          | 2          |
| FDP                                                      | 4,1 %        | 2,8 %        |  | 2          | 2          |
| Die PARTEI                                               | 2,5 %        | 2,6 %        |  | 1          | 1          |
| Bündnis Barnim                                           | –            | 2,2 %        |  | –          | 1          |
| Bürgerfraktion Barnim                                    | 3,1 %        | 1,4 %        |  | 2          | 1          |
| Ahrensfelder Wählergemeinschaft                          | –            | 1,4 %        |  | –          | 1          |
| Bündnis für Bernau                                       | 1,2 %        | 1,1 %        |  | 1          | 1          |
| Unabhängige Wählergemeinschaft der Großgemeinde Wandlitz | –            | 0,9 %        |  | –          | –          |
| Bündnis Schorfheide                                      | 1,7 %        | 0,7 %        |  | 1          | –          |
| Wir für Schorfheide                                      | –            | 0,5 %        |  | –          | –          |
| 3 Einzelbewerber                                         | –            | 0,6 %        |  | –          | –          |

Der Kreistag wird von einem Vorsitzenden geleitet und mindestens alle drei Monate einberufen. Er verfügt über acht Fachausschüsse, die für die inhaltliche Vorbereitung der Entscheidungen zuständig sind. Die Ausschüsse sind: (1) Kreisausschuss, (2) Haushalt und Finanzen, (3) Rechnungsprüfung, (4) Territorialplanung, Bauen und Wohnen, Gewerbe und Wirtschaft, (5) Landwirtschaft, Umweltschutz und Abfallwirtschaft, (6) Gesundheit, Senioren und Soziales, (7) Bildung und Kultur sowie (8) Jugendhilfe.

### Landrat
- 1993–2018: Bodo Ihrke (SPD)
- seit 2018: Daniel Kurth (SPD)

Kurth erreichte in der Landratsstichwahl am 6. Mai 2018 61,2 % der gültigen Stimmen. Allerdings verfehlte er durch die geringe Wahlbeteiligung von 18,7 % das erforderliche Quorum von 15 % der Wahlberechtigten. Infolgedessen hatte der Kreistag zu entscheiden. Er wählte Kurth am 4. Juli 2018 für acht Jahre zum Landrat. Kurth trat sein Amt am 31. Juli 2018 an.

### Ämter
Das Brandenburgische Bodenschutzamt, die Untere Wasserbehörde und die Untere Abfallwirtschaftsbehörde haben ihren Sitz im Landkreis und sind im Auftrag des Landesumweltministeriums Ansprechpartner für alle Fragen und Anträge zu Wasser, Wald und Grünland in der Region.

### Wappen
Das Wappen wurde am 17. Oktober 1995 genehmigt.
Blasonierung: „Geviert von Silber und Rot; oben ein wachsender, golden bewehrter Adler in verwechselten Farben mit goldenen Kleestengeln auf den Flügeln.“
Die Wappen der Ämter, Städte und Gemeinden des Landkreises sind in der Liste der Wappen im Landkreis Barnim enthalten.

## Wirtschaft und Infrastruktur

### Wirtschaft
Die Wirtschaft des Landkreises besteht aus den Hauptsäulen Landwirtschaft, produzierendes Gewerbe einschließlich Handwerk, Touristik und Dienstleistungen sowie Energie und Gesundheit. In der Landwirtschaft gab es per Ende 2005 insgesamt 6668 Betriebe der verschiedensten Größe. Der Wirtschaftsstandort Eberswalde ist einer von 15 Regionalen Wachstumskernen im Land Brandenburg. Dadurch werden ausgewählte zukunftsorientierte Branchen gefördert.
Im Zukunftsatlas 2016 belegte der Landkreis Barnim Platz 312 von 402 Landkreisen, Kommunalverbänden und kreisfreien Städten in Deutschland und zählt damit zu den Regionen mit „Zukunftsrisiken“. Der Zukunftsatlas 2019 listet den Landkreis Barnim deutlich verbessert auf Rang 251. Zukunftschancen und -risiken gelten als ausgeglichen.

### Verkehr

#### Straßenverkehr
Durch den Landkreis Barnim verlaufen die Bundesautobahnen A 10 (Berliner Ring) und A 11 von Berlin nach Stettin. Sieben Bundesstraßen erschließen das Gebiet (B 2, B 109, B 158, B 167, B 168, B 198, B 273) zusammen mit zahlreichen Landes- und Kreisstraßen.

#### Schienen- und Schiffsverkehr
Die Eisenbahnlinie Berlin–Stettin/Stralsund über Eberswalde und Angermünde bildet zusammen mit der Wriezener Bahn, der Heidekrautbahn und einigen regionalen Busverkehrsgesellschaften das Rückgrat des öffentlichen Personenverkehrs. Für den Güterverkehr spielt die Schienenverbindung ebenso eine bedeutende Rolle wie die in Ost-West-Richtung verlaufende Wasserstraße Oder-Havel-Kanal.

## Umwelt

### Energiestrategie – Null Emissionen

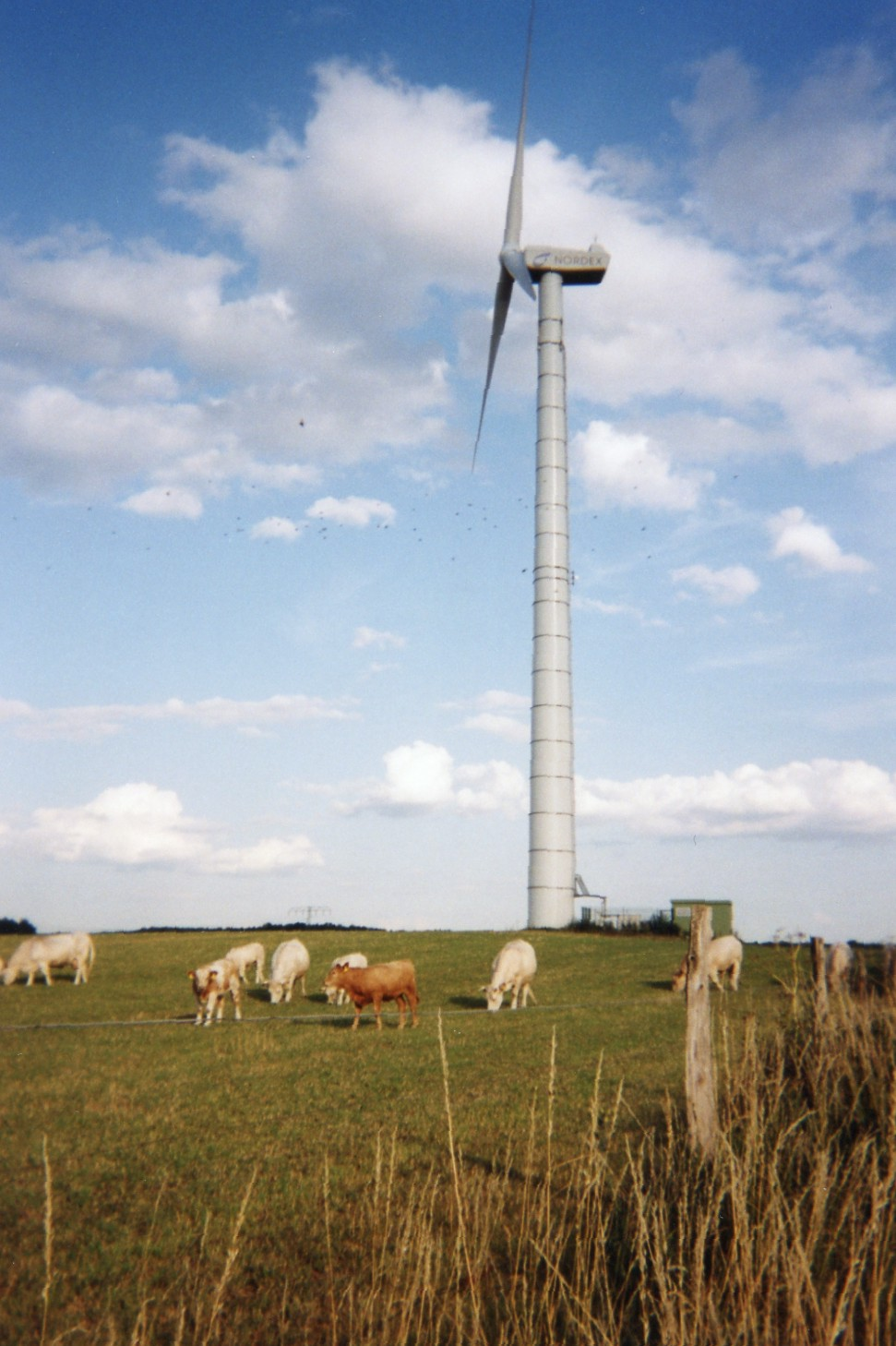
Windrad in der Gemeinde Wandlitz

Seit August 2008 arbeitet der Landkreis Barnim auf der Grundlage eines Kreistagsbeschlusses an der Umsetzung der Null-Emissions-Strategie. Es besteht das Ziel, die Klimaschutzvorgaben von EU und Bund bereits vorfristig im Jahr 2011 zu erfüllen. Das Modellvorhaben wird im Rahmen der Klimaschutzinitiative des Bundes gefördert.
Bereits im Jahr 2011 wurden die Klimaschutzziele der Bundesregierung für das Jahr 2020 erreicht.
Mit dem I. Klimaplan Barnim 2025–35 sollen die bisherigen Ergebnisse der Null-Emissions-Strategie von 2008 evaluiert und im Bereich Energieversorgung und Treibhausgas-Reduzierung für eine strategische Neuausrichtung genutzt werden. Gleichzeitig soll er Ziele für die Umsetzung von Klimaanpassungsmaßnahmen definieren. Dazu bedarf es u. a. einer Bilanzierung der kreisweit anfallenden Treibhausgase (Klimaschutz) sowie der Ermittlung von Betroffenheit und von Vulnerabilität der Bevölkerung bezüglich der Auswirkungen der Klimaerwärmung (Klimaanpassung). So können von möglichst vielen Beteiligten konkrete (eigene) Maßnahmen erarbeitet, priorisiert und umgesetzt werden.

### Klimafreundliches Bauen
Die Verwaltung des Landkreises Barnim hat ihren Sitz im Paul-Wunderlich-Haus, einem besonders energieeffizienten Gebäude. Es wurde 2008 mit dem goldenen Gütesiegel der Deutschen Gesellschaft für nachhaltiges Bauen (DGNB) ausgezeichnet. Die Erfahrungen beim Bau des Verwaltungsgebäudes führten zur Entwicklung eines Leitfadens Nachhaltigkeit für Neubau und Bauerneuerung, der im Landkreis Barnim als Ausschreibungsgrundlage für alle Bauansinnen gilt. Er richtet sich nach den DGNB-Kriterien. Die Stromversorgung aller kreislichen Liegenschaften wurde bereits Anfang 2009 auf Ökostrom umgestellt.

### Klimabewusstsein entwickeln
Ein weiterer Meilenstein in der Umsetzung der Null-Emissions-Strategie ist die Entwicklung von Schulprojektmodulen mit dem Titel „Engagement für Erneuerbare Energien, Klima- und Umweltschutz an Barnimer Schulen“, mit denen sich die genannten Themen flexibel in den Unterricht integrieren lassen.
Neben zahlreichen erneuerbaren Energie-Anlagen (Solar, Biogas, Biomasseanlagen), die im Landkreis Barnim entstanden sind, entwickelt sich ein Barnimer Dorf zum Energiedorf: Brodowin will in den nächsten Jahren seine Energieversorgung vollständig auf erneuerbare Energien umstellen und sich damit selbst mit Elektro- und Wärmeenergie versorgen.
Auch im Bereich Elektromobilität geht der Landkreis erste Schritte. Nach der Einweihung einer öffentlich zugänglichen Stromtankstelle wurde der kreiseigene Fuhrpark um ein Elektrofahrzeug erweitert.

### Schutzgebiete
Im Landkreis befinden sich 31 ausgewiesene Naturschutzgebiete (Stand Februar 2017).

## Kfz-Kennzeichen
Am 1. Januar 1994 wurde dem Landkreis das Unterscheidungszeichen BAR zugewiesen und seitdem ausgegeben. Seit dem 19. März 2013 sind zudem die Unterscheidungszeichen BER (Bernau) und EW (Eberswalde) erhältlich.

## Eingliederungen und Zusammenschlüsse von Gemeinden
In der Tabelle sind die Eingliederungen und Zusammenschlüsse von Gemeinden seit der Bildung des Landkreises am 5. Dezember 1993 erfasst.
| Gemeinde           | Datum      | Eingliederung von                                               | nach            | Zusammenschluss von                                                                             | zu                   |
| ------------------ | ---------- | --------------------------------------------------------------- | --------------- | ----------------------------------------------------------------------------------------------- | -------------------- |
| Ahrensfelde        | 26.10.2003 | Mehrow                                                          | Ahrensfelde     | Ahrensfelde Blumberg Eiche Lindenberg                                                           | Ahrensfelde-Blumberg |
| Althüttendorf      | 01.01.2003 | Neugrimnitz                                                     | Althüttendorf   |                                                                                                 |                      |
| Bernau             | 06.12.1993 | Birkholz                                                        | Bernau          |                                                                                                 |                      |
| Bernau             | 01.07.2001 | Ladeburg                                                        | Bernau          |                                                                                                 |                      |
| Bernau             | 31.12.2002 | Börnicke Lobetal                                                | Bernau          |                                                                                                 |                      |
| Bernau             | 26.10.2003 | Schönow                                                         | Bernau          |                                                                                                 |                      |
| Biesenthal         | 26.10.2003 | Danewitz                                                        | Biesenthal      |                                                                                                 |                      |
| Breydin            | 27.09.1998 |                                                                 |                 | Trampe Tuchen-Klobbicke                                                                         | Breydin              |
| Chorin             | 27.09.1998 |                                                                 |                 | Chorin Golzow Neuehütte Sandkrug Senftenhütte                                                   | Chorin               |
| Chorin             | 31.12.2001 | Brodowin Serwest                                                | Chorin          |                                                                                                 |                      |
| Eberswalde         | 06.12.1993 | Sommerfelde Tornow                                              | Eberswalde      |                                                                                                 |                      |
| Eberswalde         | 01.01.2006 | Spechthausen                                                    | Eberswalde      |                                                                                                 |                      |
| Friedrichswalde    | 01.02.2002 | Parlow-Glambeck                                                 | Friedrichswalde |                                                                                                 |                      |
| Lunow-Stolzenhagen | 01.03.2002 |                                                                 |                 | Lunow Stolzenhagen                                                                              | Lunow-Stolzenhagen   |
| Marienwerder       | 01.05.2001 |                                                                 |                 | Marienwerder Sophienstädt                                                                       | Marienwerder         |
| Marienwerder       | 31.12.2002 |                                                                 |                 | Marienwerder Ruhlsdorf                                                                          | Marienwerder         |
| Melchow            | 27.09.1998 |                                                                 |                 | Melchow Spechthausen                                                                            | Melchow              |
| Melchow            | 01.01.2006 | Spechthausen Ausgliederung                                      | Eberswalde      |                                                                                                 |                      |
| Panketal           | 26.10.2003 |                                                                 |                 | Schwanebeck Zepernick                                                                           | Panketal             |
| Parsteinsee        | 01.03.2002 |                                                                 |                 | Lüdersdorf Parstein                                                                             | Parsteinsee          |
| Schorfheide        | 30.12.1997 |                                                                 |                 | Eichhorst Finowfurt Lichterfelde Werbellin                                                      | Finowfurt            |
| Schorfheide        | 30.12.2002 | Altenhof                                                        | Finowfurt       |                                                                                                 |                      |
| Schorfheide        | 26.10.2003 |                                                                 |                 | Groß Schönebeck Finowfurt                                                                       | Schorfheide          |
| Sydower Fließ      | 27.09.1998 |                                                                 |                 | Grüntal Tempelfelde                                                                             | Sydower Fließ        |
| Wandlitz           | 26.10.2003 |                                                                 |                 | Basdorf Klosterfelde Lanke Prenden Schönerlinde Schönwalde Stolzenhagen Wandlitz Zerpenschleuse | Wandlitz             |
| Werneuchen         | 31.12.1998 | Löhme                                                           | Seefeld         |                                                                                                 |                      |
| Werneuchen         | 31.12.2001 | Weesow                                                          | Werneuchen      |                                                                                                 |                      |
| Werneuchen         | 26.10.2003 | Hirschfelde Krummensee Schönfeld Seefeld Tiefensee Willmersdorf | Werneuchen      |                                                                                                 |                      |
| Ziethen            | 01.02.2002 |                                                                 |                 | Groß-Ziethen Klein Ziethen                                                                      | Ziethen              |

Am 1. Oktober 2004 wurde Ahrensfelde-Blumberg in Ahrensfelde umbenannt. Die Gemeinde Hohensaaten wechselte am 1. Januar 2009 als Stadtteil von Bad Freienwalde (Oder) vom Landkreis Barnim in den Landkreis Märkisch-Oderland.